# Конемарський хаос

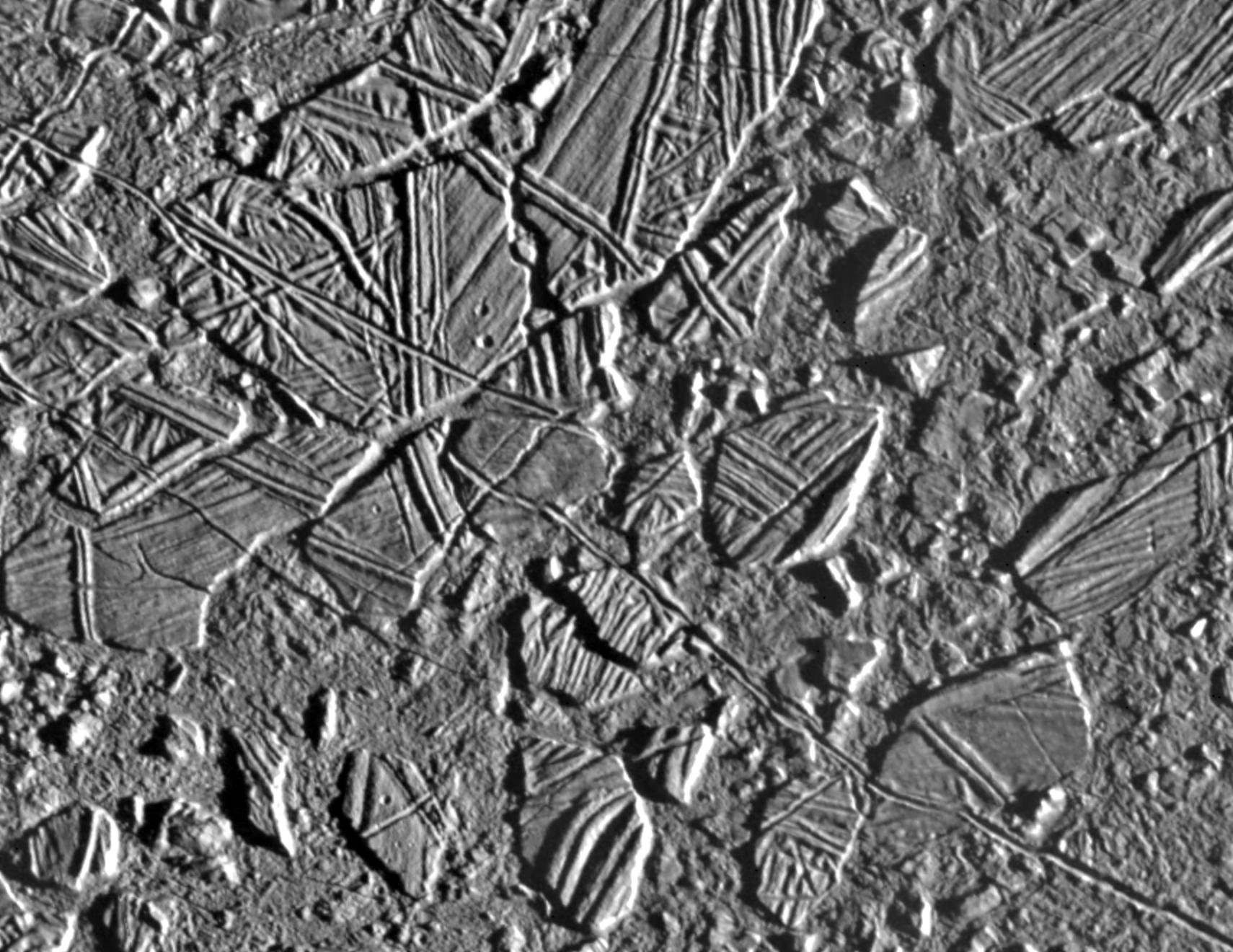

Конемарський хаос — частина території супутника Юпітера Європи, що складається зі шматків криги, перевернутих у різних позиція та замерзлих знову. Це є свідченням наявності всередині супутника рідкої води. Крига має різний колір, що пов'язують з мінеральним забрудненням води. Названа на честь території в Ірландії Коннемара.